# 기술 기업
기술 기업, 기술 회사, 테크 기업은 디지털 전자제품, 소프트웨어, 광학, 신에너지, 클라우드 스토리지 및 전자 상거래 서비스와 같은 인터넷 관련 서비스를 포함한 기술 집약적 제품 및 서비스(주로 컴퓨팅, 통신 및 가전제품 기반)의 제조, 지원, 연구 개발에 주로 초점을 맞추는 회사이다. 빅테크는 이들이 기반을 둔 실리콘 밸리라는 환유로 상징되는 미국에서 가장 큰 5대 기술 기업을 말한다.

## 상세
포춘에 따르면, 2020년 기준, 매출액 기준 10대 기술 기업은 애플, 삼성그룹, 폭스콘, 알파벳 (기업), 마이크로소프트, 화웨이, 델 테크놀로지스, 히타치 제작소, IBM, 소니그룹이다. 아마존닷컴은 애플보다 매출액이 높지만, 포춘에 의해 소매 부문으로 분류된다. 2020년에 가장 수익성이 높은 기업으로는 애플, 마이크로소프트, 알파벳 (기업), 인텔, 메타 플랫폼스, 삼성그룹, 텐센트가 있다.
애플, 알파벳 (구글 소유), 메타 플랫폼스 (페이스북 소유), 마이크로소프트, 아마존닷컴은 종종 미국에 본사를 둔 빅 파이브 다국적 기술 기업으로 불린다. 이 다섯 기술 기업은 전체 인터넷 생태계의 주요 기능, 전자 상거래 채널 및 정보를 지배한다. 2017년 기준으로 빅 파이브는 총 3.3조 달러 이상의 가치를 가지며 나스닥 100 지수 가치의 40% 이상을 차지한다.
많은 대형 기술 기업들은 연구개발에 매년 막대한 돈을 지출하며 혁신적인 명성을 가지고 있다. PwC의 2017년 글로벌 혁신 1000 순위에 따르면, 기술 기업들은 전 세계에서 가장 혁신적인 기업 20개 중 9개를 차지했으며, 가장 많은 연구개발 지출을 한 기업은 아마존이었고, 그 다음이 알파벳, 그리고 인텔이었다.
수많은 영향력 있는 기술 기업과 기술 스타트업들이 서로 가까운 곳에 사무실을 열면서 전 세계 여러 지역에 기술 지구들이 발전했다. 이들 지역은 다음과 같다: 샌프란시스코 베이 에어리어의 실리콘 밸리, 이스라엘의 실리콘 와디, 더블린의 실리콘 독스, 오스틴의 실리콘 힐스, 런던의 테크 시티; 서울특별시의 디지털미디어시티, 베이징시의 중관춘, 말레이시아의 사이버자야, 인도 하이데라바드의 사이버라바드.

## 같이 보기
- 매출액 기준 최대 기술 기업 목록
- 빅테크, 세계 최대 IT 기업 그룹
- 딥테크
- 닷컴 기업
- 기술 개요